# 美國聯盟西區
美國聯盟西區是美國職棒大聯盟六個分區之一。

## 目前成員
- 休士頓太空人
- 洛杉磯天使
- 運動家
- 西雅圖水手
- 德州遊騎兵

## 歷史成員

### 1968年調整
大联盟在1969年將兩聯盟各劃分為東、西兩區。
- 加利福尼亞天使
- 芝加哥白襪
- 堪薩斯城皇家
- 明尼蘇達雙城
- 奧克蘭運動家
- 西雅圖飞行员

### 1970年－1971年
西雅圖飛行員遷移改名為密爾瓦基釀酒人
- 加利福尼亞天使
- 芝加哥白襪
- 堪薩斯城皇家
- 密爾瓦基釀酒人
- 明尼蘇達雙城
- 奧克蘭運動家

### 1972年－1976年
華盛頓參議員遷移改名为德州遊騎兵，由美聯東區加入西區。
密爾瓦基釀酒人被挪到美聯東區。
- 加利福尼亞天使
- 芝加哥白襪
- 堪薩斯城皇家
- 明尼蘇達雙城
- 奧克蘭運動家
- 德州遊騎兵

### 1977年－1993年
新擴充隊伍西雅圖水手在1977年加入。
- 加利福尼亞天使
- 芝加哥白襪
- 堪薩斯城皇家
- 明尼蘇達雙城
- 奧克蘭運動家
- 西雅圖水手
- 德州遊騎兵

### 1994年－1996年
芝加哥白襪、堪薩斯城皇家和明尼蘇達雙城在1994年大联盟调整中被挪到了新创建的美联中区。
- 加利福尼亞天使
- 奧克蘭運動家
- 西雅圖水手
- 德州遊騎兵

### 1997年－2004年
1996年加利福尼亞天使改名为安那罕天使。
- 安那罕天使
- 奧克蘭運動家
- 西雅圖水手
- 德州遊騎兵

### 2005年－2012年
2004年安那罕天使改名为洛杉磯安那罕天使
- 洛杉磯安那罕天使
- 奧克蘭運動家
- 西雅圖水手
- 德州遊騎兵

### 2013年至今
休士頓太空人從國聯中區移至本區
- 休士頓太空人
- 洛杉磯安那罕天使
- 奧克蘭運動家
- 西雅圖水手
- 德州遊騎兵

2016年洛杉磯安那罕天使改回洛杉磯天使，奧克蘭運動家於2025年賽季搬出奧克蘭暫置於同時不冠城市名而改為運動家。

## 美聯西歷年冠軍
| 年度                         | 球隊             | 戰績   | 勝率 | 季後賽                         |
| ---------------------------- | ---------------- | ------ | ---- | ------------------------------ |
| 1969年                       | 明尼蘇達雙城     | 97-65  | .599 | 美聯冠軍賽以0勝3敗輸給金鶯     |
| 1970年                       | 明尼蘇達雙城     | 98-64  | .605 | 美聯冠軍賽以0勝3敗輸給金鶯     |
| 1971年                       | 奧克蘭運動家     | 101-61 | .627 | 美聯冠軍賽以0勝3敗輸給金鶯     |
| 1972年                       | 奧克蘭運動家     | 93-62  | .600 | 世界大賽以4勝3敗打贏紅人       |
| 1973年                       | 奧克蘭運動家     | 94-68  | .580 | 世界大賽以4勝3敗打贏大都會     |
| 1974年                       | 奧克蘭運動家     | 90-72  | .556 | 世界大賽以4勝1敗打贏道奇       |
| 1975年                       | 奧克蘭運動家     | 98-64  | .605 | 美聯冠軍賽S以0勝3敗輸給紅襪    |
| 1976年                       | 堪薩斯城皇家     | 90-72  | .556 | 美聯冠軍賽以2勝3敗輸給洋基     |
| 1977年                       | 堪薩斯城皇家     | 102-60 | .630 | 美聯冠軍賽以2勝3敗輸給洋基     |
| 1978年                       | 堪薩斯城皇家     | 92-70  | .568 | 美聯冠軍賽以1勝3敗輸給洋基     |
| 1979年                       | 加利福尼亞天使   | 88-74  | .543 | 美聯冠軍賽以1勝3敗輸給金鶯     |
| 1980年                       | 堪薩斯城皇家     | 97-65  | .599 | 世界大賽以2勝4敗輸給費城人     |
| 1981年                       | 奧克蘭運動家†    | 64-45  | .587 | 美聯冠軍賽以0勝3敗輸給洋基     |
| 1982年                       | 加利福尼亞天使   | 93-69  | .574 | 美聯冠軍賽以2勝3敗輸給釀酒人   |
| 1983年                       | 芝加哥白襪       | 99-63  | .611 | 美聯冠軍賽以1勝3敗輸給金鶯     |
| 1984年                       | 堪薩斯城皇家     | 84-78  | .519 | 美聯冠軍賽以0勝3敗輸給老虎     |
| 1985年                       | 堪薩斯城皇家     | 91-71  | .562 | 世界大賽以4勝3敗打贏紅雀       |
| 1986年                       | 加利福尼亞天使   | 92-70  | .568 | 美聯冠軍賽以3勝4敗輸給紅襪     |
| 1987年                       | 明尼蘇達雙城     | 85-77  | .525 | 世界大賽以4勝3敗打贏紅雀       |
| 1988年                       | 奧克蘭運動家     | 104-58 | .642 | 世界大賽以1勝4敗輸給道奇       |
| 1989年                       | 奧克蘭運動家     | 99-63  | .611 | 世界大賽以4勝0敗打贏巨人       |
| 1990年                       | 奧克蘭運動家     | 103-59 | .636 | 世界大賽以0勝4敗輸給紅         |
| 1991年                       | 明尼蘇達雙城     | 95-67  | .586 | 世界大賽以4勝3敗打贏勇士       |
| 1992年                       | 奧克蘭運動家     | 96-66  | .593 | 美聯冠軍賽以2勝4敗輸給藍鳥     |
| 1993年                       | 芝加哥白襪       | 94-68  | .580 | 美聯冠軍賽以2勝4敗輸給藍鳥     |
| 1994年（至8月11日）          | 德州遊騎兵§      | 52-62  | .456 | 無季後賽                       |
| 1995年（4月25日開打，144場） | 西雅圖水手*      | 79-66  | .545 | 美聯冠軍賽以2勝4敗輸給印地安人 |
| 1996年                       | 德州遊騎兵       | 90-72  | .556 | 美聯分區賽以1勝3敗輸給洋基     |
| 1997年                       | 西雅圖水手       | 90-72  | .556 | 美聯分區賽以1勝3敗輸給金鶯     |
| 1998年                       | 德州遊騎兵       | 88-74  | .543 | 美聯分區賽以0勝3敗輸給洋基     |
| 1999年                       | 德州遊騎兵       | 95-67  | .586 | 美聯分區賽以0勝3敗輸給洋基     |
| 2000年                       | 奧克蘭運動家     | 91-70  | .565 | 美聯分區賽以2勝3敗輸給洋基     |
| 2001年                       | 西雅圖水手       | 116-46 | .716 | 美聯冠軍賽以1勝4敗輸給洋基     |
| 2002年                       | 奧克蘭運動家     | 103-59 | .636 | 美聯分區賽以2勝3敗輸給雙城     |
| 2003年                       | 奧克蘭運動家     | 96-66  | .593 | 美聯分區賽以2勝3敗輸給紅襪     |
| 2004年                       | 安那罕天使       | 92-70  | .568 | 美聯分區賽以0勝3敗輸給紅襪     |
| 2005年                       | 洛杉磯安那罕天使 | 95-67  | .586 | 美聯冠軍賽以1勝4敗輸給白襪     |
| 2006年                       | 奧克蘭運動家     | 93-69  | .574 | 美聯冠軍賽以0勝4敗輸給老虎     |
| 2007年                       | 洛杉磯安那罕天使 | 94-68  | .580 | 美聯分區賽以0勝3敗輸給紅襪     |
| 2008年                       | 洛杉磯安那罕天使 | 100-62 | .617 | 美聯分區賽以1勝3敗輸給紅襪     |
| 2009年                       | 洛杉磯安那罕天使 | 97-65  | .599 | 美聯冠軍賽以2勝4敗輸給洋基     |
| 2010年                       | 德州遊騎兵       | 90-72  | .556 | 世界大賽以1勝4敗輸給巨人       |
| 2011年                       | 德州遊騎兵       | 96-66  | .593 | 世界大賽以3勝4敗輸給紅雀       |
| 2012年                       | 奧克蘭運動家     | 94-68  | .580 | 美聯分區賽以2勝3敗輸給老虎     |
| 2013年                       | 奧克蘭運動家     | 96-66  | .593 | 美聯分區賽以2勝3敗輸給老虎     |
| 2014年                       | 洛杉磯安那罕天使 | 98-64  | .605 | 美聯分區賽以0勝3敗輸給皇家     |
| 2015年                       | 德州遊騎兵       | 88-74  | .543 | 美聯分區賽以2勝3敗輸給藍鳥     |
| 2016年                       | 德州遊騎兵       | 95-67  | .586 | 美聯分區賽以0勝3敗輸給藍鳥     |
| 2017年                       | 休士頓太空人     | 101-61 | .623 | 世界大賽以4勝3敗打贏道奇       |
| 2018年                       | 休士頓太空人     | 103-59 | .636 | 美聯冠軍賽以1勝4敗輸給紅襪     |
| 2019年                       | 休士頓太空人     | 107-55 | .660 | 世界大賽以3勝4敗輸給國民       |
| 2020年                       | 奧克蘭運動家     | 36-24  | .600 | 美聯分區賽以1勝3敗輸給太空人   |
| 2021年                       | 休士頓太空人     | 95-67  | .586 | 世界大賽以2勝4敗輸給勇士       |
| 2022年                       | 休士頓太空人     | 106-56 | .654 | 世界大賽以4勝2敗打贏費城人     |
| 2023年                       | 休士頓太空人     | 90-72  | .556 | 美聯冠軍賽以3勝4敗輸給遊騎兵   |
| 2024年                       | 休士頓太空人     | 88-73  | .547 | 外卡系列賽敗給老虎             |

* - 美聯西區冠軍加賽中以9:1打贏加利福尼亞天使

## 外卡
| 年度   | 球隊         | 戰績   | 勝率 | 勝差 | 季後賽                       |
| ------ | ------------ | ------ | ---- | ---- | ---------------------------- |
| 2000年 | 西雅圖水手   | 91-71  | .562 | .5   | 美聯冠軍賽以2勝4敗輸給洋基   |
| 2001年 | 奧克蘭運動家 | 102-60 | .630 | 14   | 美聯分區賽以2勝3敗輸給洋基   |
| 2002年 | 安那罕天使   | 99-63  | .611 | 4    | 世界大賽以4勝3敗打贏巨人     |
| 2014年 | 奧克蘭運動家 | 88-74  | .543 | 10   | 外卡晉級賽敗給皇家           |
| 2015年 | 休士頓太空人 | 86-76  | .530 | 2.0  | 美聯分區賽以2勝3敗輸給皇家   |
| 2018年 | 奧克蘭運動家 | 97-65  | .599 | 6    | 外卡晉級賽輸給洋基           |
| 2019年 | 奧克蘭運動家 | 97-65  | .599 | 10   | 外卡晉級賽輸給光芒           |
| 2020年 | 休士頓太空人 | 29-31  | .483 | 7    | 美聯冠軍賽以3勝4敗輸給光芒   |
| 2022年 | 西雅圖水手   | 90-72  | .556 | 16   | 美聯分區賽以0勝3敗輸給太空人 |
| 2023年 | 德州遊騎兵   | 90-72  | .556 | 0    | 世界大賽以4勝1敗打贏響尾蛇   |